# Yambassa (Bokito)
Pour les articles homonymes, voir Yambassa.
Yambassa (encore appelé Yambasa ou Boyambassa) est un village de la commune de Bokito dans le département du Mbam-et-Inoubou, région du Centre  au Cameroun. Il se trouve à 112 km au nord de la capitale Yaoundé. 
C'est un village du canton Elip qui comprend également Balamba I et II, Bassolo, Boalondo, Bongando, Botatango, Botombo, Kilikoto et Kananga. Il est habité par des populations bantoues qui se subdivisent en neuf familles : Bulumana, Bugaána, Bundíge, Bunyongó, Buogúm, Ndaga, Botombo, Gesele, Bongolo.

## Étymologie
Le nom Yambassa vient de la contraction de l'expression « ba`a bouy`ambassa » qui en langue Nulibie voudrait littéralement dire « ceux de chez Ambassa », en référence à l'ancêtre putatif du village. Cette appellation a visiblement remplacé le vocable Nigodua par lequel les habitants désignaient leur village. 
Par la suite, le nom Yambassa sera généralisé par les Allemands pour désigner des peuples non homogènes issus de quatre clans différents : Gunu, Mmala, Yangben et Elip. 

## Population et origines
Selon le recensement de 2005, le village compte 2285 habitants. Ils sont majoritairement Yambassa. 
Les récits historiques ne permettent pas d'établir avec certitude leur origine. De même, les travaux de différents généalogistes et anthropologues, loin de faire consensus, apparaissent comme de simples hypothèses. 
Cependant, deux pistes semblent se dégager.

### La piste mbono
Mbono (Ombiono), descendant de Nnanga, le mythique ancêtre des Beti, est reconnu par les quatre clans Yambassa (Elip, Mmala, Gunu, Yangben) comme leur ancêtre commun. Mais l'appartenance du clan Elip à cette connexion généalogique est souvent remise en cause.  
L'historien Paul Valentin Emog ne leur donne pas de place dans la descendance de Mbono. Et pour l'anthropologue Philippe Laburthe-Tolra, la filiation des Elip à cette branche généalogique est purement fictive. Et L'homogénéité culturelle apparente est due au long voisinage et aux liens matrimoniaux.

### La piste Bati
Le terme « bati » est emprunté aux guerriers Vouté par les Allemands, notamment Hans Dominik. Il est utilisé pour désigner les peuples parlant la langue ati, « les dialectes de Ia Iangue appelée a présent Sanaga (A60) ». Parmi ces pleuples, se trouvent les Betsinga-Cinga-Elip. Ce que confirme Philippe Laburthe-Tolra, en s'appuyant sur des témoignages, notamment celui d'un « vénérable vieillard Mengisa », M. Abega Essomba.

« Hans Wilhelm(1973) pense que les Elip et les Yangben, actuellement comptés au nombre des Yambassa, sont venus de l'est et ont traversé deux fois la Sanaga pour venir occuper leur territoire actuel. D'origine bati, ce sont eux qui auraient imposé leur ati aux autres Yambassa (...) J'ai pu vérifier moi-même que l'identité des Betsinga-Cinga-Elip est attestée par la tradition mengisa. »

D'après cette théorie, les habitants du village Yambassa (du canton Elip) seraient apparentés aux Beti, ce qui serait attesté par la reconnaissance chez les Manguissa de l'identité des Betsinga-Cinga-Elip. Les positions respectives de Curt von Morgen , Riepe, ainsi que celle du Major Friedrich Wilhelm Hans Dominik semblent confirmer l'ascendance Bati des Elip et des Yangben. D'ailleurs, l'une des familles du village Yambassa, les Gesele revendique sans qu'on ne puisse encore le prouver son identité Eton (Essele).
Rien n'indique cependant que le puzzle généalogique du village Yambassa soit entièrement résolu.

## Histoire
Le site sur lequel est construit le village Yambassa semble avoir été habité dès la préhistoire. En effet, la découverte dans les années 1930 des yaguébogol, des haches polies transformées en pierres-talismans dans la spiritualité locale, renvoie clairement à la période de la pierre polie. Jacques Fourneau écrit à ce propos : 

« Cette contrée semble être l'une de celles où les témoins de l'industrie néolithique sont les plus abondants. »

Cependant, rien ne prouve que les habitants actuels en soient les autochtones. Il semble plausible de dire, au vu des migrations Bantoues au Cameroun, que le village actuel a été créé entre les XVIIe et XVIIIe siècles, avec l'arrivée depuis le plateau de l'Adamaoua des Bati-Ossananga .

L'érection du village se fait donc à l'ère des dernières migrations bantoues consécutives à la poussée des Foulbés vers le sud, d'où les innombrables guerres locales auxquelles il n'échappe pas. Certains de ces faits sont bien connus et documentés. D'ailleurs, dans un récent travail de recherche, Cyrille Lemoupa Fotio affirme à ce sujet :

« D'après des informations recueillies par Mekinde (2004), les Yambassa s'implantèrent dans leur site actuel avec l'accord des Ombessa et des Guientsing avec qui ils signèrent un pacte de non agression. Après l'installation des Yambassa, la coexistence pacifique, la solidarité et l'esprit d'initiative qui régnaient dans leur territoire suscita la jalousie des voisins qui ne songeaient plus qu'à les déstabiliser. »

« Cyrille Lemoupa Fotio, Les haies vives dans la dynamique des contacts forêt-savane à Yambassa, région du Centre Cameroun, Université de Yaoundé I, 2015 (master 2). »

On peut pareillement évoquer l'hostilité des Bapéa (Bafia) évoquée dans le rapport mensuel de décembre 1904 du Major Hans Dominik. 

« Les Bapéas attaquent à présent leurs voisins les Yambassas parce que ceux-ci sont les amis du poste. »

La pacification de la zone par les Allemands est venue mettre un terme à ces irrédentismes ; bien que les batailles se poursuivent, souvent à fleurets mouchetés sur le champ politico-administratif.

## Géographie

### Localisation
Yambassa est idéalement situé sur la route nationale no 4 Yaoundé-Bafoussam. C'est le passage obligé non seulement pour l'ouest et le nord-ouest du pays, mais aussi pour d'autres localités de la région : Nyambala, Balamba, Assala I et Bokaga, de même qu' Ombessa.
Le village se trouve, en distances orthodromiques, à 112 km de Yaoundé, 7 km d'Ombessa et 21 km de Bafia.
Il est limité au nord par les villages Guientsing I, Bogondo et Baliama de l'arrondissement d'Ombessa, au sud par Balamba I et Balamba II, à l'ouest par Bassolo, Begni et Guéfigué et à l'est par Yebekolo, Nyambala et Yanga.

### Climat et relief
Le village est situé dans une zone de transition climatique et floristique à une altitude moyenne de 508 m. Le climat est de type tropical, avec une saison sèche sub-humide de décembre à février. La végétation est faite de savanes. C'est le prolongement logique de la frontière écologique forêt/savane qui commence par des forêts-galeries le long de la Sanaga.

## Culture

### Langue
Les populations parlent le Nulibie, une langue bantoïde méridionale classée Bantu A62 et qui compte au moins dix mille locuteurs dans le canton Elip.

« Le nulibie a trois dialectes principaux : le nuyambassa, (...) le nulamba et le nukanya. »

Il a fait l'objet d'étude par la SIL International dans le cadre des projets de langues et de traduction de la Bible. Cette initiative louable a permis de standardiser sa grammaire  et son orthographe . Le canton Elip dispose d'ailleurs d'un centre linguistique situé à Balamba.

### Danses
Le village dispose d'un éventail de danses, parmi lesquelles le Ebassa, l'Ongôlo et le Messing.
- Le Ebassa est une danse qui s'exécute lors de naissances gémellaires.
- L'Ongolo est une danse mystique assez rarement exécutée. Elle l'est par des matriarches et a pour but de conjurer le mauvais sort. Elle s'exécute en nocturne.
- Le Messing est une danse associée aux évènements heureux.

### Vin de palme et kola
La cueillette du vin de palme est à la fois un art et une science qui se transmettent d'une génération à une autre. Sa consommation se fait à l'aide de calebasses parées de motifs au goût du propriétaire, de vrais objets d'art. Son partage dans un cadre formel ou informel est un subtil révélateur de l'étiquette et des préséances locales. Par exemple, on préférera faire servir son vin par le fils de sa sœur (soulignant l'importance de la matrilinéarité).

## Économie
La cacaoculture reste le principal pilier de l'économie du village. La production totale pour la saison 2015 est estimée à 200 tonnes. 
Dans le but de mieux defendre leurs interets, les paysans mutualisent leurs forces sous la forme de G.I.Cs (groupes d'initiative commune). On peut citer entre autres :
- le GIC AMBY (Agriculteurs modernes de Yambassa) ;
- le GIC PAY (Producteurs agricoles de Yambassa) ;
- le GIC AG (Agriculteurs de Guessele) ;
- le GIC ABOY (Agriculteurs Bundige de Yambassa).

Toutefois, la baisse du prix des matières premières dans les années 1990 a entraîné une désaffection des paysans qui a eu pour effet de les pousser vers les cultures vivrières. La production d'ananas, de melon, de tomate et autres a ainsi connu une augmentation substantielle. Cette vitalité est perceptible chaque vendredi, jour du marché hebdomadaire.

## Administration et politique
Le village Yambassa est le siège du canton Elip. Le chef de canton dont la compétence s'étend aux autres neuf villages du canton y réside dans la bâtisse construite par les Allemands au début du siècle dernier. Un chef de village aux attributions plus limitées veille à maintenir l'harmonie dans le village en réglant les litiges éventuels.